# Tim McIlrath
 (février 2023).
Si vous disposez d'ouvrages ou d'articles de référence ou si vous connaissez des sites web de qualité traitant du thème abordé ici, merci de compléter l'article en donnant les références utiles à sa vérifiabilité et en les liant à la section « Notes et références ».
Timothy James McIlrath, alias Tim McIlrath, (né le 3 novembre 1978 dans l'Indiana) est un punk rockeur américain. Il est le chanteur principal, le guitariste rythmique, le compositeur et un des membres fondateurs du groupe Rise Against. C'est un défenseur des droits des animaux et il soutient activement la PETA avec son groupe.

## Biographie

### Vie personnelle
Tim est né le 3 novembre 1978 à Indianapolis en Indiana. Dans son jeune âge, il lisait des livres de dystopie comme 1984 de George Orwell et Le Meilleur des mondes de Aldous Huxley ce qui allait influencer son travail plus tard.
À l'école, plus jeune, il était la cible des moqueries à cause de ses yeux vairons (un œil brun et un autre bleu), syndrome connu sous le nom d'hétérochromie.
Adolescent, les amis de Tim avaient des snowboard donc, Tim a décidé d'économiser son argent pour s'en acheter un. Mais, comme son intérêt envers la musique grandissait, il décida finalement de s'acheter une guitare Gibson SG.

### Éducation
Mcllrath étudia à l'Université de l'Illinois où il s'est spécialisé en anglais et en sociologie. Dans les premières années, il rencontra Joe Principe à un concert de Sick of It All. Joe lui demanda de chanter sur une chanson que lui et Mr. Precision avaient composée. Rise Against était né et Tim quitta l'université.

### Vie privée
Tim Mcllrath vit aujourd'hui avec sa femme Erin et ses deux filles Scarlet et Blythe à Arlington Heights, Illinois.
Il est strictement végétarien et éduque ses filles dans le même style de vie.

## Carrière musicale

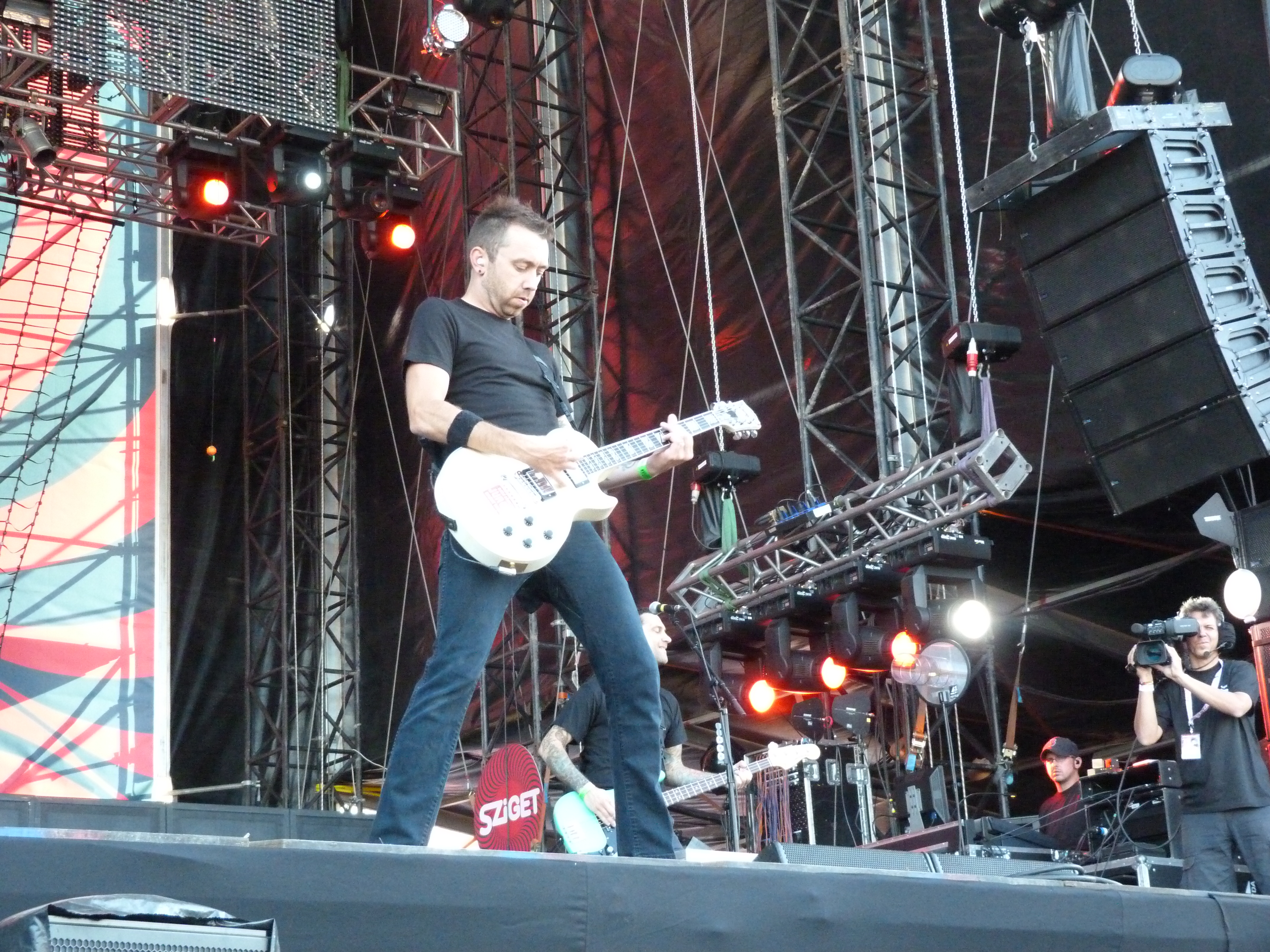
Tim McIllrath au festival Sziged de Budapest, 2011.

### Baxter (1995-1997)
Tim commence sa carrière musicale dès l'adolescence avec le groupe post-hardcore: Baxter. Le groupe est alors composé de Tim, Neil Hennessy et Geoff Reu. Ils sortent en 1996 leur premier album sous format cassette : Troy's bucket.
Le groupe acquiert alors une certaine popularité à Chicago.
En 1997, ils sortent Lost Voices, un EP sur un vinyle 7". Après une petite tournée, le groupe se sépare.

### Arma Angelus (1998–1999)
Mcllrath rejoint le groupe Arma Angelus en 1998, un groupe de metalcore de Chicago dirigé par Pete Wentz, qui allait devenir le bassiste du groupe Fall Out Boy. Il y joue de la basse jusqu'en 1999 lorsqu'il quitte pour former Transistor Revolt qui, allait devenir Rise Against.

### Rise Against (1999- Présent)
En 1999, Tim Mcllrath, accompagné de Joe Principe, Dan Precision (Mr. Precision) et Toni Tintari, forme Transistor Revolt.
En 2001, le batteur Brandon Barnes rejoint le groupe pour remplacer Toni Tintari. C'est au même moment que le groupe change de nom pour Rise Against. En 2001, après l'introduction de Barnes dans le groupe, le groupe sort son premier album, The Unraveling sous le label Fat Wreck Chords.
En 2003, Mr. Precision quitte le groupe à cause d'un différend avec les autres membres et Todd Mohney prend sa place en tant que guitariste.
Un peu plus tard la même année, ils sortent l'album Revolutions per minute, album qui est accueilli avec beaucoup de succès. Puis, le groupe entame une tournée aux États-Unis qui se termine par le départ de Todd.
En 2004, Le groupe recrute alors Chris Chasse puis sort l'album Siren Song of the Counter Culture sous le label Geffen Records.
Avec les singles Give It All, Swing Life Away, et Life Less Frightening, le groupe devient encore plus populaire. Ils font une tournée européenne et rejoignent ensuite le Vans Warped Tour.
En 2006, The Sufferer and the Witness sort, album qui n'inclut pas moins de huit singles (Ready to Fall, Prayer of the Refugee, The Good Left Undone, Behind Closed Doors, Drones, Survive, Injection, et Under the Knife).
Alors qu'ils avaient fini leur tournée et venaient de rentrer en studio pour composer, Chris Chasse quitte le groupe pour poursuivre sa vie de famille.
En 2008, ils enregistrent leur 5e album, Appeal to Reason, avec l'aide du guitariste Zach Blair qui a officiellement rejoint le groupe. L'album sort le 7 octobre 2008.
Leur sixième album, Endgame, est sorti le 15 mars 2011 et contient les singles Help Is on the Way et Architects.

### The Killing Tree (2000–2004)
Tim a joué, parallèlement à Rise Against, dans The Killing Tree, un groupe de metalcore incluant l'ancien guitariste de Rise Against Todd Mohney.
Le groupe n'a pas produit de chansons ou de tournée depuis 2003 mais a contribué (avec leur chanson inédite Dressed to Fuck) en 2006, à la compilation Hair: Chicago Punk Cuts du label Thick Records.

## Discographie
| Avec Rise Against - Transistor Revolt (2000) - The Unraveling (2001) - Revolutions per Minute (2003) - Siren Song of the Counter Culture (2004) - The Sufferer and the Witness (2006) - This Is Noise (2007) - Appeal to Reason (2008) - Rise Against / Anti-Flag (2009) - Rise Against 7" (2009) - Endgame (2011) - The Black Market (2014) - Wolves (2017) Avec The Killing Tree - Bury Me At Make-Out Creek (2000) - The Romance of Helen Trent (2002) - We Sing Sin (2003) - Hair: Chicago Punk Cuts (2006) | Avec Baxter - Troy's Bucket full-length cassette (1996) - Lost Voices... 7" (Static Station Recordings, 1997) - Baxter two-disc CD compilation (Will Not Clear Man, 2002) Avec Arma Angelus - Things We Don't Like We Destroy (compilation) (2002) - The Grave End of the Shovel Avec The Honor System - Single File (four song cassette demo only). |

## Apparitions
- Tim fait une apparition vocale dans "The Gre(A)t Depression" de Anti-Flag.
- Tim apparait dans la chanson "Denak ez du balio" du groupe basque de rock alternatif, Berri Txarrak. Extrait de leur album albumLibre ©.
- Tim était aussi dans "Lords of Dogtown" un film dans lequel il chante "Nervous Breakdown".
- Tim a chanté "Let Them Eat War" dans l'album Live at the Palladium DVD de Bad religion.
- Tim chante dans la chanson de Cancer Bats "Harem of Scorpions" de leur album Hail Destroyer.
- Tim apparait dans la chanson "Resuscitation of a Dead Man" de Thursday de leur album Common Existence.
- Tim chante sur le vinyle the Bullet Treatment 7" avec Fat Wreck Chords in 2009.
- Tim a utilisé sa voix dans "Mute Hearts" par Holy Roman Empire.
- Tim apparait à la fin du vidéoclip de NOFX pour "Cokie the Clown".
- Tim fait une apparition vocale dans la chanson "White Flag Warrior" du groupe Flobots extrait de l'album Survival Story.
- Tim apparait dans "The Sims 3 - Ambitions" il chante la chanson "Savior" dans Simlish.
- Tim chante dans la chanson de Stephen Egertonm "South for the Winter" de l'album, The Seven Degrees of Stephen Egerton.
- Tim apparait dans la chanson "Achtung" de Berri Txarrak de leur album Payola.
- Tim apparaît dans "the watch dogs" il chante "help is on the way" du groupe rise against.

## Straight Edge
Tim et les autres membres de Rise Against, à l’exception de Barnes, sont Straight edge. Un style de vie qui élimine les drogues, la promiscuité sexuelle et l’alcool.

## PETA
Tim Mcllrath et les autres membres de Rise Against (à l'exception de Brandon Barnes) sont très actifs dans PETA, un mouvement qui défend les droits des animaux.
Tim prend souvent part aux manifestations de PETA et donne des livres et des dépliants de PETA à ses concerts. Le cinquième album de Rise Against, Appeal to reason, incluait même un autocollant PETA invitant le monde à défendre les droits des animaux.
Il apparait dans plusieurs vidéos de PETA défendant les animaux et le végétalisme.